# Peter Urban
Peter Urban (né le 14 avril 1948 à Bramsche) est un présentateur de radio et de télévision allemand.

## Biographie
Urban fréquente le lycée Carolinum (de) à Osnabrück et le lycée d'Artland (de) à Quakenbrück. À l'université de Hambourg, il étudie l'anglais, la sociologie et l'histoire. Il obtient un doctorat en 1977 avec une thèse sur les textes de la musique populaire anglo-américaine.
Depuis 1974, Urban travaille à la Norddeutscher Rundfunk. À côté, il participe à des projets musicaux, comme compositeur du groupe Bad News Reunion et l'album Götz George liest Charles Bukowski en 1978. En 1988, il devient rédacteur du service musical de la NDR.
En 2003, il devient l'animateur des rubriques Nachtclub et Nightlounge sur NDR Info. Sur NDR 2, il présente NDR 2 Soundcheck Neue Musik où il fait lui-même la programmation.
Depuis 1997, Peter Urban commente le Concours Eurovision de la chanson pour la télévision allemande, exception faite de 2009 où il ne peut pas être présent pour des raisons de santé et est remplacé par Tim Frühling. En 2007, il commente le Concours Eurovision de la danse. En 2011, il est membre du jury de Live Entertainment Award (de). Le 3 mars 2012, il est un juré de l'émission Jewrovision (de), concours musical de la communauté juive allemande.
En 2013, il prend sa retraite, cependant il continue à travailler ponctuellement.

## Source de la traduction
- (de) Cet article est partiellement ou en totalité issu de l’article de Wikipédia en allemand intitulé « Peter Urban (Moderator) » (voir la liste des auteurs).